# Mechack Jérôme
Mechack Jérôme (ur. 21 kwietnia 1990 w Liancourt) – haitański piłkarz występujący na pozycji obrońcy. Zawodnik klubu El Paso Locomotive FC.

## Życiorys

### Kariera klubowa
Jérôme karierę rozpoczynał w 2007 roku w zespole Baltimore SC. W tym samym roku wywalczył z nim mistrzostwo fazy Ouverture (sezon otwarcia). W 2009 roku przeszedł do portugalskiego czwartoligowego klubu SC Mirandela. Spędził tam rok. W 2010 roku wyjechał do Stanów Zjednoczonych, gdzie został graczem klubu Austin Aztex FC z USSF Division 2 Professional League. W sezonie 2010 rozegrał tam 3 spotkania. W 2011 roku wraz z klubem przeniósł się do Orlando i rozpoczął grę w Orlando City SC z ligi USL Pro. W 2013 roku przeszedł do klubu Sporting Kansas City. Następnie był piłkarzem Montreal Impact i Charlotte Independence, a w 2015 trafił do Jacksonville Armada FC.
21 stycznia 2019 podpisał kontrakt z amerykańskim klubem El Paso Locomotive FC, umowa do 30 listopada 2019; bez odstępnego.

### Kariera reprezentacyjna
W reprezentacji Haiti Jérôme zadebiutował w 2008 roku.

## Sukcesy

### Klubowe
Orlando City SC
- Zwycięzca USL Championship: 2011

Sporting Kansas City
- Zwycięzca MLS Cup: 2013